# Знамя Труда (футбольний клуб)
«Знамя Труда» (рос. МУ ГФК «Знамя Труда») — професіональний російський футбольний клуб з міста Орєхово-Зуєво, Московська область. Один з найстаріших футбольних клубів Росії. Заснований в 1909 році під назвою Клуб спорту «Орехово» (КСВ) англійськими робітниками Морозовський мануфактури братами Чарнок, через що команда отримала прізвисько «морозівці». Чемпіон Москви (1910, 1911, 1912, 1913 років).
Найвище досягнення в радянський період історії клубу — вихід у фінал кубка СРСР 1962 року, де команда поступилася донецькому «Шахтарю» з рахунком 0:2.
У 2007 році клуб стартував у другому дивізіоні, зона «Центр», а з 2011 по травень 2018 року клуб виступав у другому дивізіоні, зоні «Захід». У травні 2018 року клуб зайняв останнє, 14 місце в першості зони «Захід», втративши шанси на 13 місце після поразки від смоленського «ЦРФСО» й опинився на межі вибування в ЛФЛ.

## Хронологія назв
- 1909-1935 — КСВ (Клуб спорту «Орєхово») «Морозівці», ЦПКФК (Центральний пролетарський клуб фізичної культури), «Орєхово-Зуєво», «Червоне Орєхово», «Червоний Текстильник»
- 1936-1937 — «Червоний Знамя»
- 1938-1945 — «Зірка»
- 1946-1957 — «Червоний Знамя»
- 1958-1991 — «Знамя Труда»
- 1992 — «Хитрі Лисиці» (до 12-го туру), «Знамя Труда»
- 1993-1996 — «Орєхово»
- 1997-2002 — «Спартак-Орєхово»
- З 2003 — «Знамя Труда»

## Історія

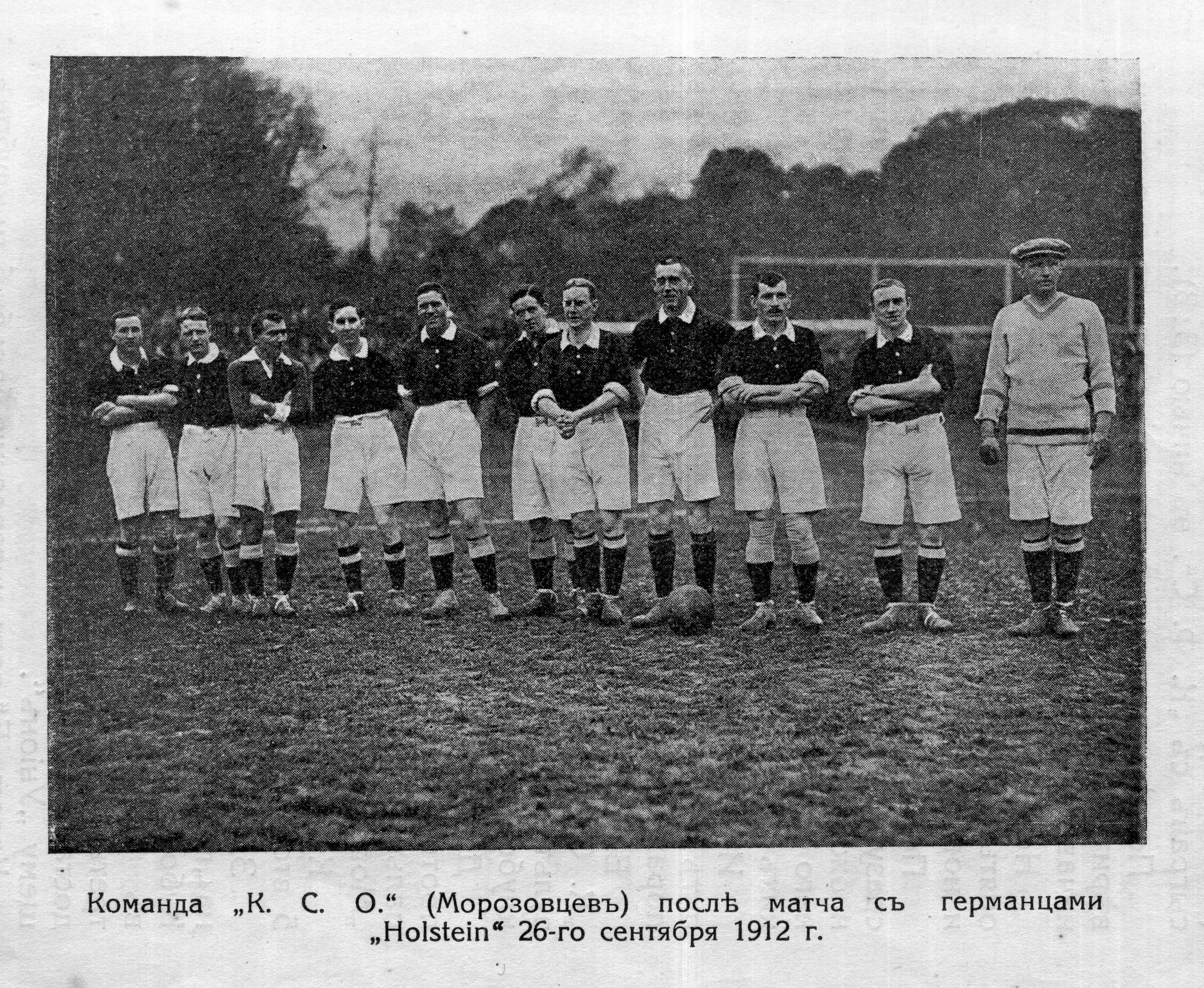
Гравці Клубу спорту «Орєхово» у 1912 році

Перший футбольний матч в Орєхово-Зуєво, згідно з думкою дослідника Володимира Лизунова, відбувся в 1887 році. Ця дата обгрунтовується згадкою в мемуарах директора морозівська фабрики Гаррі Гарсфілда (Андрія Васильовича) Чарнока, який запрошував до роботи в Росію іноземних фахівців, які вміли грати в футбол. У 1909 рік за ініціативи Івана Морозова та Гаррі Чарнока офіційно створюється «Клуб спорту Орєхово» й реєструється його статут. До революції 1917 року в Орєхові були створені доросла й дитяча футбольні ліги.
Найвищим досягненням Орєхово-Зуєвських футболістів став вихід у фінал Кубка СРСР в 1962 році.
У чемпіонатах Росії Орєхово-Зуєвська команда двічі виходила в турнір першого дивізіону (в 1993 і 1999 роках), але жодного разу не зуміла там закріпитися більш ніж на один сезон. Після завершення сезону 2003 року команда позбулася статусу професіональної.
27 травня 2004 року, під час поїздки на матч чемпіонату в місто Щолково, в автокатастрофі поблизу села Ожерелкі, перебуваючи в службовому автобусі команди «ПАЗ», загинуло 5 працівників клубу (генеральний директор Дмитро Смірнов, головний тренер Вадим Хникін, начальник команди Борис Пашков, водій автобуса Олександр Мамонтов, і ветеран клубу, фіналіст Кубка СРСР 1962 року Василь Чавкін) і 4 футболіста (Павло Сухов, капітан команди, Олександр Тинянов, Роман Бусурін, Володимир Тутіков). Згідно з матеріалами розслідування, на 82-му км Горьковського шосе автобус «ПАЗ», який перевозив спортсменів і керівництво команди, врізався в контейнеровоз. У 2006 році, вшановуючи пам'ять про цю подію, на стадіоні відбулося відкриття пам'ятника й було встановлено меморіальну дошку.
У 2007 році команда знову почала виступати в турнірі другого дивізіону, зона «Центр». З сезону 2011/2012 команда виступає в зоні «Захід».
У 2015 році команда під керівництвом Олександра Авер'янова посіла останнє, 16-е місце в зоні «Захід», але клуб рішенням ПФЛ був залишений у другому дивізіоні. У червні 2015 року на посаду головного тренера повернувся Сергій Бондар, а тренерський штаб поповнив Дмитро Пінін, який раніше виступав за клуб. Олександр Авер'янов залишився тренером-консультантом.

## Досягнення
- Кубок СРСР
  -  Фіналіст (1): 1962

- Другий дивізіон
  -  Чемпіон (1): 1998 (зона «Центр»)
  -  Срібний призер (1): 1992 (зона 3)

- Третя ліга (проф.)
  -  Срібний призер (1): 1996 (зона 4)

- Третій дивізіон (амат.)
  -  Чемпіон (1): 2006 (зона «Московська область», група «А»)

- Московська футбольна ліга
  -  Чемпіон (4): 1910, 1911, 1912, 1913

## Кольори клубу
| Червоний | Білий |

## Виступи в чемпіонатах СРСР та Росії

### Радянський період
Чемпіонат СРСР
| Сезон | Ліга                                     | Місце | Примітки |
| ----- | ---------------------------------------- | ----- | -------- |
| 1946  | Третя група СРСР, РРФСР, Центральна зона | 6     |          |
| 1949  | Друга група СРСР, 4 зона РРФСР           | 3     |          |
| 1958  | Клас «Б» СРСР, РРФСР, зона 2             | 10    |          |
| 1959  | Клас «Б» СРСР, РРФСР, зона 2             | 10    |          |
| 1960  | Клас «Б» СРСР, РРФСР, зона 1             | 5     |          |
| 1961  | Клас «Б» СРСР, РРФСР, зона 1             | 9     |          |
| 1962  | Клас «Б» СРСР, РРФСР, зона 1             | 4     |          |
| 1963  | Клас «Б» СРСР, РРФСР, зона 2             | 5     |          |
| 1964  | Клас «Б» СРСР, РРФСР, зона 2             | 1     |          |
| 1964  | Клас «Б» СРСР, РРФСР, Півфінал Грозний   | 5     |          |
| 1965  | Клас «Б» СРСР, РРФСР, зона 2             | 11    |          |
| 1966  | Клас «Б» СРСР, РРФСР, зона 1             | 5     |          |
| 1967  | Клас «Б» СРСР, РРФСР, зона 1             | 5     |          |
| 1967  | Клас «Б» СРСР, РРФСР, Півфінал Астрахань | 5     |          |
| 1968  | Клас «Б» СРСР, РРФСР, зона 1             | 6     |          |
| 1969  | Клас «Б» СРСР, РРФСР, зона 1             | 3     |          |
| 1969  | Клас «Б» СРСР, РРФСР, Півфінал Майкоп    | 4     |          |
| 1970  | Клас «Б» СРСР, РРФСР, зона 2, 2 підгрупа | 5     |          |
| 1975  | Друга ліга СРСР, зона 4                  | 14    |          |
| 1976  | Друга ліга СРСР, зона 3                  | 10    |          |
| 1977  | Друга ліга СРСР, зона 3                  | 9     |          |
| 1978  | Друга ліга СРСР, зона 3                  | 8     |          |
| 1979  | Друга ліга СРСР, зона 3                  | 11    |          |
| 1980  | Друга ліга СРСР, зона 3                  | 2     |          |
| 1980  | Друга ліга СРСР, Півфінал РРФСР          | 3     |          |
| 1981  | Друга ліга СРСР, зона 1                  | 2     |          |
| 1982  | Друга ліга СРСР, зона 1                  | 2     |          |
| 1983  | Друга ліга СРСР, зона 1                  | 1     |          |
| 1983  | Друга ліга СРСР, Фінал 2                 | 2     |          |
| 1984  | Друга ліга СРСР, зона 1                  | 4     |          |
| 1985  | Друга ліга СРСР, зона 1                  | 3     |          |
| 1986  | Друга ліга СРСР, зона 1                  | 4     |          |
| 1987  | Друга ліга СРСР, зона 1                  | 9     |          |
| 1988  | Друга ліга СРСР, зона 1                  | 9     |          |
| 1989  | Друга ліга СРСР, зона 1                  | 8     |          |
| 1990  | Друга нижча ліга СРСР, зона 5            | 17    |          |
| 1991  | Друга нижча ліга СРСР, зона 6            | 11    |          |

Кубок СРСР
| Сезон   | Стадія | Примітки                  |
| ------- | ------ | ------------------------- |
| 1936    | 1/64   | Кубок СРСР                |
| 1937    | 1/64   | Кубок СРСР                |
| 1938    | 1/256  | Кубок СРСР                |
| 1949    | 1/16   | Кубок СРСР, Фінал         |
| 1958    | 1/4    | Кубок СРСР, Переможці зон |
| 1959/60 | 1/32   | Кубок СРСР, зона 2        |
| 1961    | 1/128  | Кубок СРСР, РРФСР, зона 2 |
| 1962    | Фінал  | Кубок СРСР, РРФСР, зона 1 |
| 1963    | 1/1024 | Кубок СРСР, РРФСР, зона 2 |
| 1964    | 1/32   | Кубок СРСР, РРФСР, зона 3 |
| 1965/66 | 1/512  | Кубок СРСР, РРФСР, зона 2 |
| 1966/67 | 1/128  | Кубок СРСР, РРФСР, зона 1 |
| 1967/68 | 1/512  | Кубок СРСР, РРФСР, зона 1 |
| 1968/69 | 1/2    | Кубок СРСР, РРФСР, зона 1 |
| 1980    | Финал  | Кубок РРФСР               |
| 1984    | 1/16   | Кубок СРСР                |
| 1985    | 1/16   | Кубок РРФСР               |
| 1985/86 | 1/64   | Кубок СРСР                |
| 1986/87 | 1/64   | Кубок СРСР                |
| 1987/88 | 1/64   | Кубок СРСР                |

Чемпіонат Росії
| Сезон   | Ліга                          | Місце | Примітки                |
| ------- | ----------------------------- | ----- | ----------------------- |
| 1992    | Друга ліга, зона 3            | 2     | Вихід у Першу лігу      |
| 1993    | Перша ліга, зона «Захід»      | 18    | Виліт у Другу лігу      |
| 1994    | Друга ліга, зона «Захід»      | 19    |                         |
| 1995    | Друга ліга, зона «Захід»      | 22    | Виліт у Третю лігу      |
| 1996    | Третя ліга Росії, зона 4      | 1     | Вихід у Другу лігу      |
| 1997    | Друга ліга, зона «Центр»      | 16    |                         |
| 1998    | Другий дивізіон, зона «Центр» | 1     | Вихід у Перший дивізіон |
| 1999    | Перший дивізіон               | 22    | Виліт у Другий дивізіон |
| 2000    | Другий дивізіон, зона «Центр» | 13    |                         |
| 2001    | Другий дивізіон, зона «Центр» | 9     |                         |
| 2002    | Другий дивізіон, зона «Центр» | 17    |                         |
| 2003    | Другий дивізіон, зона «Центр» | 19    | Виключення з ПФЛ        |
| 2004    | ЛФЛ Росії, Підмосков'я        | 9     |                         |
| 2005    | ЛФЛ Росії, Підмосков'я        | 5     |                         |
| 2006    | ЛФЛ Росії, Підмосков'я        | 1     | Вихід у Другий дивізіон |
| 2007    | Другий дивізіон, зона «Центр» | 12    |                         |
| 2008    | Другий дивізіон, зона «Центр» | 16    |                         |
| 2009    | Другий дивізіон, зона «Центр» | 14    |                         |
| 2010    | Другий дивізіон, зона «Центр» | 15    |                         |
| 2011/12 | Другий дивізіон, зона «Захід» | 15    |                         |

Кубок Росії
| Сезон   | Стадія |
| ------- | ------ |
| 1992/93 | 1/32   |
| 1993/94 | 1/64   |
| 1994/95 | 1/256  |
| 1995/96 | 1/16   |
| 1996/97 | 1/128  |
| 1997/98 | 1/128  |
| 1998/99 | 1/8    |
| 1999/00 | 1/32   |
| 2000/01 | 1/256  |
| 2001/02 | 1/128  |
| 2002/03 | 1/256  |
| 2003/04 | 1/256  |
| 2007/08 | 1/512  |
| 2008/09 | 1/512  |
| 2009/10 | 1/256  |
| 2010/11 | 1/256  |

## Відомі гравці
- Дмитро Корнєєв
- Леонід Лампасов
- Олексій Михайлов
- Віктор Папаєв
- Володимир Сочнов
- Раїс Гільманов
- Володимир Асосков
- Рабхат Ахмадуллін
- Михайло Бірюков
- В'ячеслав Даєв
- Андрій Гашкін
- Сергій Жуков
- Сергій Ігнашевич
- Андрій Іляскін
- Євген Корнюхін
- Сергій Леонов
- Сергій Логінов
- Микита Маляров
- Олексій Медведєв
- Віталій Нідбайкін
- Сергій Чудін
- Олександр Шешуков
- Євген Фролов
- Юрій Куренін
- Ігор Витютнев
- Ахмед Єнгуразов
- Андрій Мартинов